# Березовка (Глибоківський район)
Бере́зовка (каз. Березовка) — село у складі Глибоківського району Східноказахстанської області Казахстану. Адміністративний центр та єдиний населений пункт Березовського сільського округу.
Населення — 1078 осіб (2021; 1291 у 2009, 1445 у 1999, 1524 у 1989).
Національний склад станом на 1989 рік:
- росіяни — 77 %